# Paul Weis
Paul Weis (* 19. März 1907 in Wien, Österreich-Ungarn; † 6. Februar 1991 in Genf) war ein österreichischer Jurist und Überlebender der Verfolgung durch die Nationalsozialisten. Er gilt als “founding father of protection” (UNHCR, deutsch: „Gründungsvater des Schutzes“).

## Leben
Weis studierte u. a. bei Hans Kelsen, einem der bedeutendsten Rechtswissenschaftler des 20. Jahrhunderts, und schloss sein Studium mit einer Promotion in internationalem Recht an der Universität Wien im Jahr 1930 ab. Nach dem Anschluss Österreichs an das Deutsche Reich im März 1938 wurde Weis im Konzentrationslager Dachau interniert. Im April 1939 wurde er aufgrund des Erwerbs eines Einreisevisums für das Vereinigte Königreich aus Dachau entlassen. Im Jahr 1942 trat Weis dem Jüdischen Weltkongress bei und stand dessen Rechtsabteilung vor. Er besetzte somit eine Schlüsselposition für die Rückforderung von jüdischem Eigentum in europäischen Staaten. Zudem schloss er sich aus dem Exil der Bewegung zur Befreiung Österreichs an. Aus dieser Zeit stammt auch seine zweite Dissertation Nationality and statelessness in international law (deutsch Staatsangehörigkeit und Staatenlosigkeit im gegenwärtigen Völkerrecht) an der London School of Economics, welche im Jahr 1956 veröffentlicht wurde und als Standardwerk gilt.
Weis wurde 1949 der erste Schutzdirektor (Protection Director) der Internationalen Flüchtlingsorganisation. Zudem hatte er das Amt des stellvertretenden Hohen Flüchtlingskommissars der Vereinten Nationen vor und während des Zweiten Weltkriegs sowie des Leiters der Rechtsabteilung des Amtes des Flüchtlingshochkommissars der Vereinten Nationen in Genf inne. Als Mitverfasser der Genfer Flüchtlingskonvention lieferte er grundlegende Beiträge zum Völkerrecht insbesondere zum Asyl- und Flüchtlingsrecht.
Für seine Verdienste um die Rechte von Geflüchteten wurde Weis 1991 postum mit dem Nansen-Flüchtlingspreis ausgezeichnet.

## Schriften
- UNHCR (Hrsg.): The Refugee Convention, 1951: The Travaux préparatoires analysed with a Commentary by Dr. Paul Weis. 1990 (englisch, refworld.org [PDF; 1,5 MB]).
- Protection against group defamation : present law and its extension. British Section of the World Jewish Congress, London 1944, urn:nbn:de:101:1-201309287312 (englisch).
- Paul Weis, Rudolf Graupner: The problem of statelessness. British Section of the World Jewish Congress, London 1944, urn:nbn:de:101:1-201307282659 (englisch).

### Monografien
- Nationality and statelessness in international law. Stevens, London 1956 (englisch).
  - Nationality and statelessness in international law. 2., überarbeitete Auflage. Sijthoff & Nordhoff, Alphen aan den Rijn, Netherlands and Germantown, Maryland, U.S.A. 1979, ISBN 90-286-0329-8 (englisch, eingeschränkte Vorschau in der Google-Buchsuche).

## Auszeichnungen
- 1991: Nansen-Flüchtlingspreis (posthum)